# 영건 (서량)
영건(永建)은 중국 서량(西凉) 이순(李恂)의 연호이다. 420년 10월에서 421년 3월까지 6개월 동안 사용하였다. 420년 10월, 이순은 돈황(敦煌)에서 자립하여 서량을 부활시키고 개원하였다. 그러나 421년 3월, 북량(北凉)의 침입으로 멸망하고 연호도 폐지되었다.
같은 시기에 사용된 다른 연호로는 서진(西秦)에서 사용한 건홍(建弘 : 420년 ~ 428년), 북량(北凉)에서 사용한 현시(玄始 : 412년 ~ 428년), 하(夏)에서 사용한 진흥(眞興 : 419년 ~ 425년), 북연(北燕)에서 사용한 태평(太平 : 409년 ~ 430년), 송(宋)에서 사용한 영초(永初 : 420년 ~ 423년), 북위(北魏)에서 사용한 태상(泰常 : 416년 ~ 423년)이 있다.

## 연대대조표
| 영건                | 원년            | 2년        |
| 서력                | 420년           | 421년      |
| 육십간지 (六十干支) | 경신(庚申)      | 신유(辛酉) |
| 서진 (西秦)         | 건홍(建弘) 원년 | 2년        |
| 북량 (北凉)         | 현시(玄始) 9년  | 10년       |
| 하 (夏)             | 진흥(眞興) 2년  | 3년        |
| 북연 (北燕)         | 태평(太平) 12년 | 13년       |
| 송 (宋)             | 영초(永初) 원년 | 2년        |
| 북위 (北魏)         | 태상(泰常) 5년  | 6년        |

## 같이 보기
- 다른 왕조의 같은 연호
  - 후한(後漢) 영건(126년 ~ 132년)
- 중국의 연호

| 이전 연호 가흥(嘉興) | 중국의 연호 서량(西凉) | 다음 연호 - |